# Вилхелм фон Саксония-Гота-Алтенбург
Вилхелм Карл Христиан фон Саксония-Гота-Алтенбург (на немски: Wilhelm Carl Christian von Sachsen-Gotha-Altenburg; * 12 март 1701, Гота; † 31 май 1771, Тона) е принц на Саксония-Гота-Алтенбург и императорски генерал-фелдцойгмайстер.

## Живот
Той е вторият син на херцог Фридрих II фон Саксония-Гота-Алтенбург (1676 – 1732) и съпругата му Магдалена Августа фон Анхалт-Цербст (1679 – 1740), дъщеря на княз Карл Вилхелм фон Анхалт-Цербст.
През 1734 г. Вилхелм започва служба при император Карл VI като генерал-вахтмайстер. През 1738 г. той става генерал-фелдмаршал-лейтенант и 1750 г. генерал-фелдцойгмайстер. Той напуска и се установява в Тона.
Умира на 31 май 1771 г. на 70 години.

## Фамилия
Вилхелм се жени на 8 ноември 1742 г. в Хамбург за принцеса Анна фон Шлезвиг-Холщайн-Готорп (* 3 февруари 1709; † 1 февруари 1758), дъщеря на херцог Кристиан Август фон Шлезвиг-Холщайн-Готорп и Албертина Фридерика фон Баден-Дурлах. Тя е леля на Екатерина II Велика. Бракът е бездетен.